# Пчелари
Пчелари е село в Южна България. То се намира в община Стамболово, област Хасково.